# Timiș
Timiș é um județ (distrito) da Romênia, na região histórica do Banato (parte da da Transilvânia). Sua capital é a cidade de Timișoara.

## População
| 2002   | 2011   |
| 677926 | 683540 |